# Satemin
Satemin ist ein Ortsteil der Stadt Lüchow (Wendland) im niedersächsischen Landkreis Lüchow-Dannenberg.
Das gesamte Rundlingsdorf, das drei Kilometer westlich von Lüchow im Wendland liegt, steht mit seiner Kirche, den Zufahrtsstraßen, dem Dorfplatz und den anschließenden Hofanlagen unter Denkmalschutz.

## Geschichte
Im 19. Jahrhundert wurde in Satemin jährlich am 18. Juli ein bekannter und beliebter Jahrmarkt abgehalten. Auf dem „Sateminer Markt“ gab es neben den Marktständen auch Tanzmöglichkeiten, in der Dorfmitte ein handbetriebenes Karussell und eine Theaterspielbude.
Bei einem verheerenden Brand am 15. August 1850 brannte bis auf die Kirche und das Spritzenhaus das gesamte Dorf nieder. Sämtliche Häuser wurden noch in demselben Jahr 1850 in einheitlicher Bauweise wieder aufgebaut, und auf dem jeweiligen Spruchbalken wird stets die Feuersbrunst beklagt. Seitdem wurde auch der Jahrmarkt nicht mehr abgehalten. Der in der Gegend bekannte plattdeutsche Vers „Up de Markt to Satemin danze ick mit min Kathrin“ erinnert noch an den Markt.
Am 1. Juli 1972 wurde Satemin in die Kreisstadt Lüchow eingegliedert.

## Kultur und Sehenswürdigkeiten
Kirche

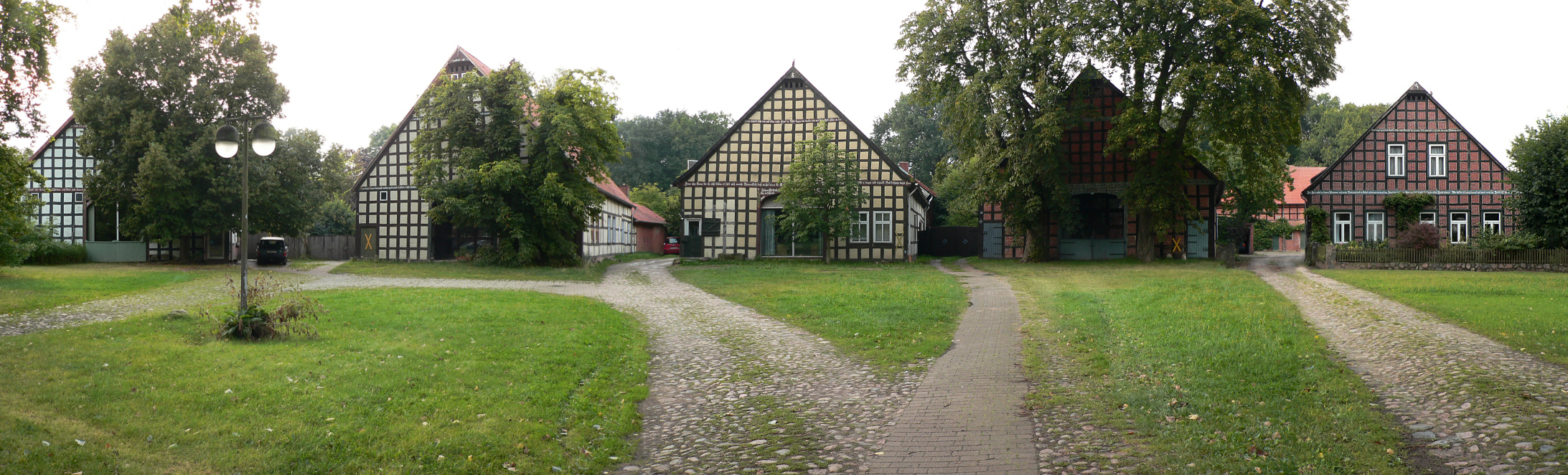
Blick in den Rundling Satemin; Häuser Nr. 19 bis 23

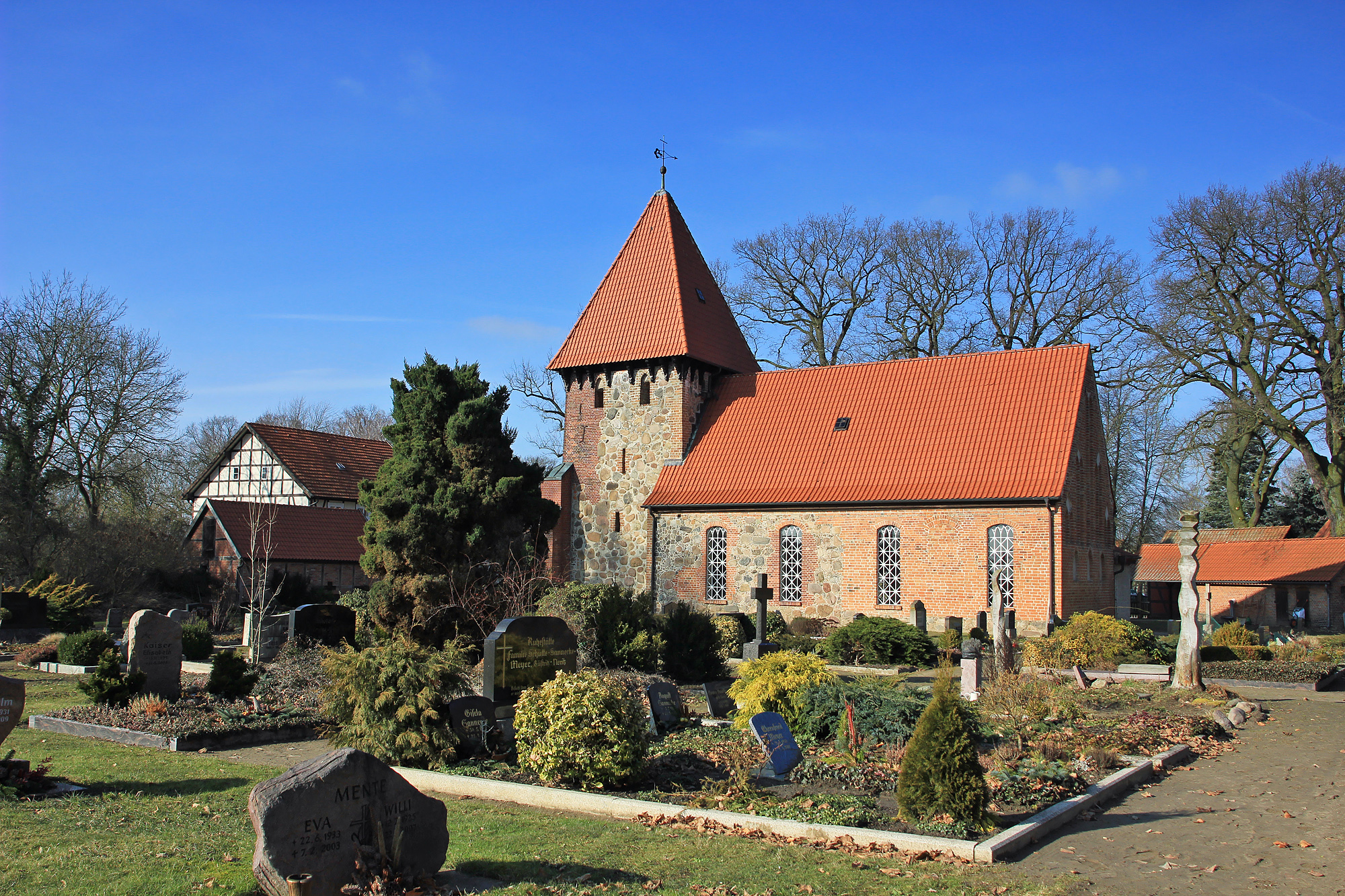
Kirche mit Friedhof und ehem. Pfarrhaus am südlichen Ortseingang

Die Kirche zu Satemin wurde im 14. Jahrhundert aus Feldsteinen errichtet, die trotz einer späteren Erweiterung aus Backsteinen das Erscheinungsbild der Kirche bestimmen. Im Inneren der Kirche finden sich Figuren der Heiligen Katharina, Dorothea, Maria, Petrus, Thomas, Simon und Jacobus Maior. Es handelt sich dabei um Reste eines spätgotischen Schnitzaltars, der aus der Mitte des 14. Jahrhunderts stammt. Die Kirche wurde in den Jahren 2005 bis 2008 innen und außen saniert.

## Persönlichkeiten
- Heikko Deutschmann (* 1962) Schauspieler, lebt in Satemin[4]
- Erich Reischke (1927–2015) lebte in Güstritz und ist auf dem Friedhof Satemin beerdigt, sein Grab hat er selbst gestaltet